# Rostam Kolā
Rostam Kolā (persiska: رُستَم كَلا, رُستَمكُلا, رُستَم كولا, رستم كلا) är en ort i Iran.   Den ligger i provinsen Mazandaran, i den norra delen av landet, 210 km nordost om huvudstaden Teheran. Rostam Kolā ligger 25 meter över havet och antalet invånare är 11 306.
Terrängen runt Rostam Kolā är kuperad åt sydost, men åt nordväst är den platt. Runt Rostam Kolā är det ganska tätbefolkat, med 72 invånare per kvadratkilometer. Närmaste större samhälle är Behshahr, 11,2 km öster om Rostam Kolā. Trakten runt Rostam Kolā består till största delen av jordbruksmark.